# Науковий центр іудаїки та єврейського мистецтва ім. Фаїни Петрякової
Науковий центр юдаїки та єврейського мистецтва імені Фаїни Петрякової — наукова установа, що займається дослідженням історії і культури євреїв України. Центр був створений 23 березня 2005 року в м. Львові. Центр названий на честь Фаїни Сергіївни Петрякової, яка відома як плідна дослідниця українського скла, порцеляни, кераміки та української юдаїки.

## Мета діяльності Центру
Метою центру є відродження в регіоні, країні та за її межами інтересу до вивчення традиційної юдаїки Галичини, історії та культури євреїв України; сприяння в проведенні наукових досліджень в сфері духовно-матеріальної культури євреїв; створення науково-методичної структури, діяльність якої буде скерована на збереження, наукове дослідження та популяризацію історії та пам'яток духовно-матеріальної культури єврейства України. Центр також надає можливості для вивчення української порцеляни і скла й тим самим активізує дослідження з даних ділянок українського мистецтвознавства.
Діяльність Центру допомагає відродженню та збереженню культурної спадщини єврейського народу в Україні як важливої складової частини української та світової культурної спадщини. Своєю діяльністю центр сприяє підняттю наукового рангу Львова як осередка науки і культури, збагачуючи культурне обличчя України та підкреслюючи її багатонаціональний характер.

## Бібліотека
Бібліотеку Центру було створено у 2005 році на основі особистої бібліотеки професора Ф. Петрякової. Фонд бібліотеки становить понад 5 тисяч одиниць збереження. Особливо цінну частину бібліотечного зібрання становлять матеріали з юдаїки та довоєнні видання. 
Бібліотека складається з таких тематичних розділів: 
- Історія та теорія мистецтв
- Вжиткове мистецтво
- Скло
- Порцеляна, фаянс, кераміка
- Юдаїка
- Історія
- Збірники наукових праць, матеріалів конференцій •Етнографія
- Монографічні видання про художників, архітекторів
- Філософія, методологія, психологія, етика, естетика, культурологія
- Бібліографічні видання
- Періодика
- Автореферати дисертацій
- Навчально-педагогічна література
- Довідкова література

В окремому фонді зібрано творчий доробок Ф. Петрякової: монографії, численні статті у наукових збірниках, періодиці, виступи на наукових конференціях.

## Розташування
Центр розташований в квартирі-музеї професора, доктора мистецтвознавства Фаїни Сергіївни Петрякової, а саме на вулиці Менделеєва 14, в м. Львові.